# جید باربوسا
جید باربوسا (به انگلیسی: Jade Barbosa) ژیمناست زادهٔ ۱ ژوئیهٔ ۱۹۹۱ میلادی اهل برزیل است.